# Eriococcus nuerae
Eriococcus nuerae är en insektsart som beskrevs av Green 1922. Eriococcus nuerae ingår i släktet Eriococcus och familjen filtsköldlöss.
Artens utbredningsområde är Sri Lanka. Inga underarter finns listade i Catalogue of Life.